# Menestral
Menestral és una classe social originada en l'antic règim estamental i considerada després principalment com una part de la petita burgesia.
A la Corona d'Aragó es definien com a menestrals aquells oficis que es feien combinant tècniques mecàniques o manuals (fusters, per exemple). El concepte era contraposat al dels oficis artistes i, per tant, no s'agrupaven en col·legis com aquells sinó en gremis o confraries. A Barcelona els menestrals participaven en el consell municipal a partir del 1257. Al llarg dels anys la influència de la menestralia va créixer especialment a les ciutats de Barcelona i Mallorca.
A València fins al 1520 quan els agermanats ho imposaren, els menestrals no tingueren accés al govern municipal.
Amb la caiguda del règim estamentari la paraula menestral ha passat a englobar la petita burgesia amb una part dels obrers qualificats i aquest grup ha tingut molta influència en la vida social i política dels segles xix i xx.

## Tipus de menestrals
- L'abaixador
- L'albardener
- L'aluder
- L'assaonador
- L'ataconador
- El ballester
- El beiner
- El blanquer
- El boter
- El botxí
- El broquerer
- El calceter
- El calciner
- El calderer
- El candeler
- El cantereller
- El capeller
- El cercoler
- El cervellerer
- El colteller
- El corder
- El corretger
- El cotoner
- El courer
- El daguer
- El draper
- L'esparter
- L'espaser
- L'estanyer
- El ferrer
- El flassader
- El frener
- El fustanyer
- El fuster
- El ganiveter
- El gerrer
- El giponer
- El guadamassiler
- El guanter
- El gumener
- El llancer
- El mercer
- El moler
- El paraire
- El pedranyaler
- El sabater
- El sastre
- El seller
- El tapiner
- El terrisser
- El tintorer
- El vanover